# Grand Prix-wegrace van Zweden 1958
De Grand Prix-wegrace van Zweden 1958 was de vijfde Grand Prix van het wereldkampioenschap wegrace in het seizoen 1958. De races werden verreden op 26- en 27 juli 1958 op het Hedemora TT Circuit, een stratencircuit in Hedemora. De zijspanklasse kwam in Zweden niet aan de start. De 125cc-klasse en de 350cc-klasse reden op zaterdag 26 juli, de 250cc-klasse en de 500cc-klasse op zondag 27 juli.

## Algemeen
Hoewel de Zweedse Grand Prix voor het eerst als WK-race verreden werd, was het stratencircuit van Hedemora voor veel coureurs niet onbekend. Het was al sinds 1950 het toneel van de Zweedse Grand Prix, waar coureurs als Gianni Degli Antoni, Geoff Duke, John Hartle, Ken Kavanagh en Tarquinio Provini al overwinningen hadden geboekt. Het was wel de laatste keer dat de Grand Prix hier verreden werd. Vanaf het seizoen 1959 werd ze verplaatst naar de Råbelövsbanan in Kristianstad. Omdat de 350cc- en de 500cc-wereldtitels al binnen waren, ontbrak MV Agusta in de zwaarste klassen. Dat stelde Geoff Duke in staat met zijn in de fabriek geprepareerde Norton Manx' twee klassen te winnen. Het zouden de laatste overwinningen van Geoff Duke in WK-races worden.

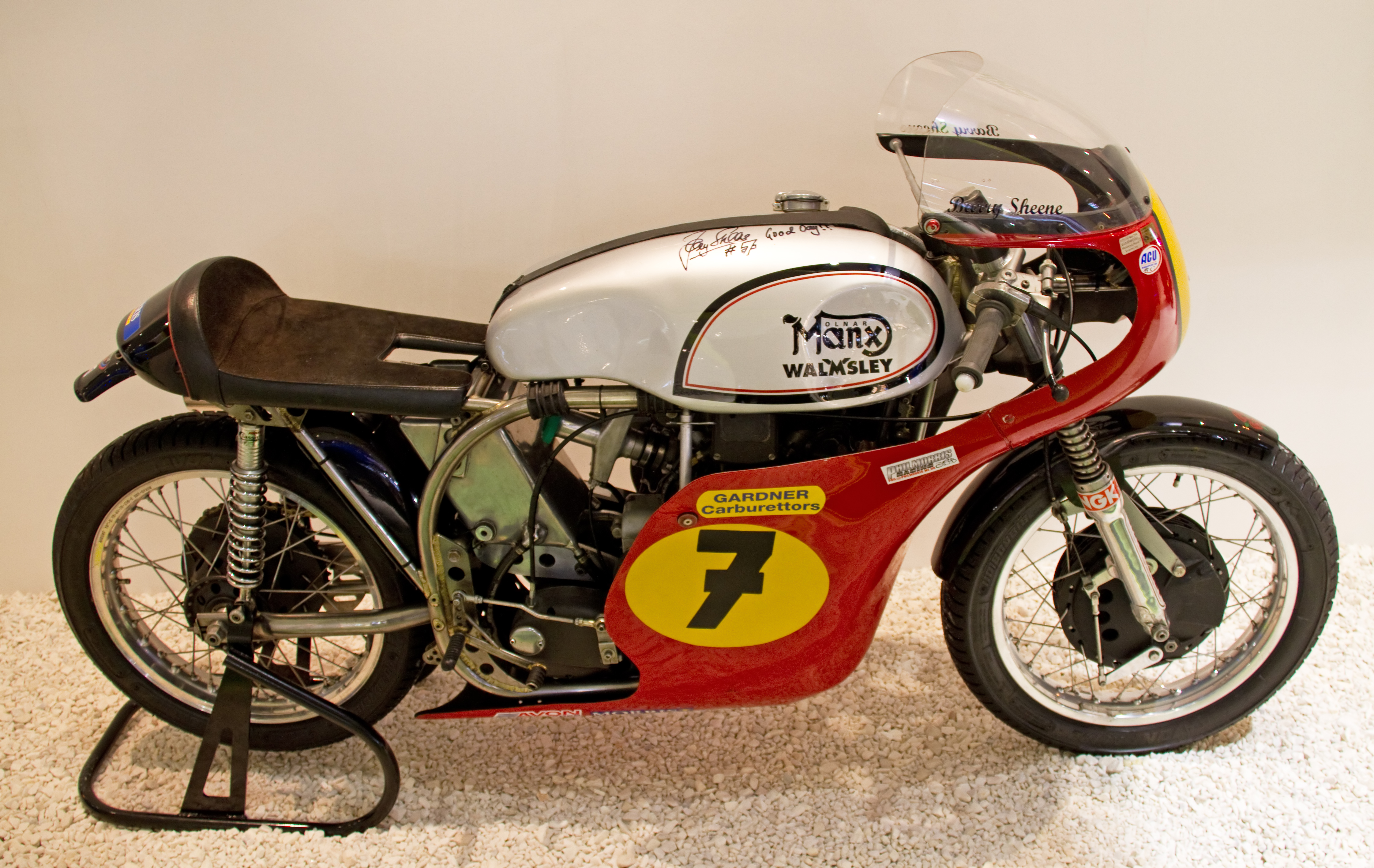
De Norton Manx zoals hij er in 1958 ongeveer uitzag: met een dolfijnkuip nu de druppelstroomlijn verboden was.

## 500cc-klasse
In afwezigheid van wereldkampioen John Surtees en diens teamgenoot John Hartle won Geoff Duke met zijn Norton 30M de 500cc-race in Zweden, maar hij had slechts 0,4 seconde voorsprong op Dickie Dale met de BMW RS 54. Het was de laatste WK-overwinning uit Duke's carrière en hij klom zes plaatsen in de WK-stand.
| Pos | Coureur          | Merk      | Tijd      | Punten |
| --- | ---------------- | --------- | --------- | ------ |
| 1   | Geoff Duke       | Norton    | 1:19"04'3 | 8      |
| 2   | Dickie Dale      | BMW       | +0'4      | 6      |
| 3   | Terry Shepherd   | Norton    | +1"03'7   | 4      |
| 4   | Gary Hocking     | Norton    | +1"06'6   | 3      |
| 5   | Ernst Hiller     | BMW       | +1"28'7   | 2      |
| 6   | Bob Brown        | Norton    | +2"30'3   | 1      |
| 7   | Paddy Driver     | Norton    | +2"34'1   |        |
| 8   | Tom Phillis      | Norton    | +2"34'3   |        |
| 9   | Jim Redman       | Norton    |           |        |
| 10  | Michael O'Rourke | Norton    |           |        |
| 11  | Kuno Johansson   | Norton    |           |        |
| 12  | Sven Andersson   | Norton    |           |        |
| 13  | Jack Ahearn      | Matchless |           |        |
| 14  | Evert Carlsson   | BMW       |           |        |

| Coureur        | Merk      | Oorzaak |
| -------------- | --------- | ------- |
| Alan Trow      | Norton    |         |
| Bob Anderson   | Norton    |         |
| Gerardo Düring | Matchless |         |
| John Hempleman | Norton    |         |

| Coureur            | Merk      | Oorzaak   |
| ------------------ | --------- | --------- |
| Keith Campbell (†) | Norton    | Overleden |
| Bob McIntyre       | Norton    |           |
| Dave Chadwick      | Norton    |           |
| Derek Minter       | Norton    |           |
| John Hartle        | MV Agusta |           |
| John Surtees       | MV Agusta |           |
| Carlo Bandirola    | MV Agusta |           |
| Remo Venturi       | MV Agusta |           |
| Umberto Masetti    | MV Agusta |           |
| John Anderson      | Norton    |           |

### Top tien tussenstand 500cc-klasse
| Pos | Coureur                       | Merk         | Ptn |
| --- | ----------------------------- | ------------ | --- |
| 1   | John Surtees (wereldkampioen) | MV Agusta    | 32  |
| 2   | John Hartle                   | MV Agusta    | 16  |
| 3   | Dickie Dale                   | BMW          | 12  |
| 4   | Geoff Duke                    | BMW / Norton | 11  |
| 5   | Ernst Hiller                  | BMW          | 8   |
| 5   | Gary Hocking                  | Norton       | 8   |
| 7   | Derek Minter                  | Norton       | 7   |
| 7   | Bob Anderson                  | Norton       | 7   |
| 9   | Keith Campbell (†)            | Norton       | 6   |
| 9   | Bob Brown                     | Norton       | 6   |

## 350cc-klasse
Op zaterdag won Geoff Duke met zijn Norton 40M al de 350cc-race in een veld dat door de afwezigheid van MV Agusta toch al uitsluitend uit Nortons bestond. Ook tweede man Bob Anderson en derde Mike Hailwood klommen flink in de WK-stand.
| Pos | Coureur          | Merk   | Tijd      | Punten |
| --- | ---------------- | ------ | --------- | ------ |
| 1   | Geoff Duke       | Norton | 1:09"49'1 | 8      |
| 2   | Bob Anderson     | Norton |           | 6      |
| 3   | Mike Hailwood    | Norton |           | 4      |
| 4   | Alan Trow        | Norton |           | 3      |
| 5   | Geoff Monty      | Norton |           | 2      |
| 6   | Michael O'Rourke | Norton |           | 1      |

| Coureur            | Merk      | Oorzaak   |
| ------------------ | --------- | --------- |
| Keith Campbell (†) | Norton    | Overleden |
| John Hartle        | MV Agusta |           |
| John Surtees       | MV Agusta |           |

| Coureur        | Merk   |
| -------------- | ------ |
| Luigi Taveri   | Norton |
| Alistair King  | Norton |
| Bob Brown      | AJS    |
| Bob McIntyre   | Norton |
| Dave Chadwick  | Norton |
| Derek Minter   | Norton |
| Dickie Dale    | Norton |
| Geoff Tanner   | Norton |
| George Catlin  | Norton |
| Terry Shepherd | Norton |

### Top tien tussenstand 350cc-klasse
| Pos | Coureur                       | Merk      | Ptn |
| --- | ----------------------------- | --------- | --- |
| 1   | John Surtees (wereldkampioen) | MV Agusta | 32  |
| 2   | John Hartle                   | MV Agusta | 18  |
| 3   | Dave Chadwick                 | Norton    | 11  |
| 4   | Geoff Duke                    | Norton    | 10  |
| 5   | Mike Hailwood                 | Norton    | 9   |
| 6   | Keith Campbell (†)            | Norton    | 8   |
| 6   | Bob Anderson                  | Norton    | 8   |
| 8   | Derek Minter                  | Norton    | 6   |
| 9   | Geoff Tanner                  | Norton    | 4   |
| 10  | Terry Shepherd                | Norton    | 3   |
| 10  | Alan Trow                     | Norton    | 3   |

## 250cc-klasse
Als Tarquinio Provini de 250cc-race gewonnen had, was hij al zeker geweest van de wereldtitel. Hij reed ook de snelste ronde, maar moest door schakelproblemen even de pit opzoeken. Hij reed nog verder, maar werd puntloos negende. Daardoor kon Horst Fügner de opmars van de MZ RE 250 voortzetten en hij won voor Mike Hailwood (NSU Sportmax) en Geoff Monty op zijn zelfbouw "Geoff Monty Special" GMS.
| Pos | Coureur           | Merk      | Tijd     | Punten |
| --- | ----------------- | --------- | -------- | ------ |
| 1   | Horst Fügner      | MZ        | 51"45'5  | 8      |
| 2   | Mike Hailwood     | NSU       | +1"31'3  | 6      |
| 3   | Geoff Monty       | GMS       | +2"31'8  | 4      |
| 4   | Günter Beer       | Adler     | +1 ronde | 3      |
| 5   | Josef Autengruber | NSU       |          | 2      |
| 6   | Wilhelm Lecke     | DKW       |          | 1      |
| 9   | Tarquinio Provini | MV Agusta |          |        |

| Coureur          | Merk      |
| ---------------- | --------- |
| Bob Brown        | NSU       |
| Ernst Degner     | MZ        |
| Dieter Falk      | Adler     |
| Horst Kassner    | NSU       |
| Walter Reichert  | NSU       |
| Xaver Heiß       | NSU       |
| Arthur Wheeler   | Mondial   |
| Dave Chadwick    | MV Agusta |
| Dickie Dale      | NSU       |
| Sammy Miller     | ČZ        |
| Tommy Robb       | NSU       |
| Carlo Ubbiali    | MV Agusta |
| Emilio Mendogni  | Morini    |
| Giampiero Zubani | Morini    |

### Top tien tussenstand 250cc-klasse
| Pos | Coureur           | Merk      | Ptn |
| --- | ----------------- | --------- | --- |
| 1   | Tarquinio Provini | MV Agusta | 24  |
| 2   | Horst Fügner      | MZ        | 14  |
| 3   | Mike Hailwood     | NSU       | 13  |
| 4   | Carlo Ubbiali     | MV Agusta | 12  |
| 5   | Dieter Falk       | Adler     | 10  |
| 6   | Horst Kassner     | NSU       | 4   |
| 7   | Bob Brown         | NSU       | 3   |
| 7   | Günter Beer       | Adler     | 3   |
| 9   | Arthur Wheeler    | Mondial   | 2   |
| 9   | Xaver Heiß        | NSU       | 2   |
| 9   | Josef Autengruber | NSU       | 2   |

## 125cc-klasse
Net als Tarquinio Provini in de 250cc-klasse kon Carlo Ubbiali door te winnen al in Zweden wereldkampioen worden. Het circuit van Hedemora leek de Ducati 125 Trialbero echter op het lijf geschreven. Gianni Degli Antoni had met die machine al in 1956 gewonnen en dit keer waren het Alberto Gandossi en Luigi Taveri die Ubbiali voorbleven. Nu behielden Gandossi en Tarquinio Provini nog een theoretische kans op de wereldtitel.
| Pos | Coureur           | Merk      | Tijd    | Punten |
| --- | ----------------- | --------- | ------- | ------ |
| 1   | Alberto Gandossi  | Ducati    | 44"30'7 | 8      |
| 2   | Luigi Taveri      | Ducati    | +0'2    | 6      |
| 3   | Carlo Ubbiali     | MV Agusta | +13'2   | 4      |
| 4   | Tarquinio Provini | MV Agusta | +1"13'9 | 3      |
| 5   | Ernst Degner      | MZ        |         | 2      |
| 6   | Horst Fügner      | MZ        |         | 1      |

| Coureur      | Merk   | Oorzaak  |
| ------------ | ------ | -------- |
| Romolo Ferri | Ducati | Blessure |

| Coureur         | Merk      |
| --------------- | --------- |
| Walter Brehme   | MZ        |
| Werner Musiol   | MZ        |
| Arthur Wheeler  | Mondial   |
| Dave Chadwick   | Ducati    |
| Sammy Miller    | Ducati    |
| Bruno Spaggiari | Ducati    |
| Enzo Vezzalini  | MV Agusta |
| Francesco Villa | Ducati    |

### Top tien tussenstand 125cc-klasse
| Pos | Coureur           | Merk      | Ptn |
| --- | ----------------- | --------- | --- |
| 1   | Carlo Ubbiali     | MV Agusta | 30  |
| 2   | Alberto Gandossi  | Ducati    | 19  |
| 3   | Tarquinio Provini | MV Agusta | 17  |
| 4   | Luigi Taveri      | Ducati    | 13  |
| 5   | Romolo Ferri      | Ducati    | 12  |
| 6   | Dave Chadwick     | Ducati    | 9   |
| 6   | Ernst Degner      | MZ        | 9   |
| 8   | Horst Fügner      | MZ        | 5   |
| 9   | Sammy Miller      | Ducati    | 3   |
| 10  | Walter Brehme     | MZ        | 2   |

1930 · 1931 · 1932 · 1933 · 1934 · 1935 · 1936 · 1937 · 1939 · 1949 · 1950 · 1951 · 1952 · 1953 · 1954 · 1955 · 1956 · 1957 · 1958 · 1959 · 1961 · 1970 · 1971 · 1972 · 1973 · 1974 · 1975 · 1976 · 1977 · 1978 · 1979 · 1981 · 1982 · 1983 · 1984 · 1985 · 1986 · 1987 · 1988 · 1989 · 1990